# Die Witwen
Die Witwen, auch als Witwen bekannt, ist ein deutsches Lustspiel von Ludwig Thoma aus dem Jahr 1899. Heute wird es meist in einer Bearbeitung von Georg Lohmeier aufgeführt.

## Handlung
Hans Stein ist Rechtsanwalt und hat eine eigene Kanzlei. Doch sein Arbeitseifer scheint nachzulassen. Sein Haushälterin Viktoria meint, dass er noch unverheiratet sei. Hilfe erhofft sie sich von ihrem Neffen, dem Viehhändler und Heiratsvermittler Johann Weber. Hierauf schickt dieser eine Witwe in die Kanzlei. Bürogehilfe Singer nimmt die Dame und Empfang und um keinen Auftrag zu verlieren gibt er sich als Dr. Stein aus. Dies führt zu einigen Verwicklungen. Als dann kurz darauf eine verwitwete Klientin in einer Erbschaftssache in die Kanzlei kommt, hält Stein diese für die Heiratskandidatin.

## Verfilmung
- Der Komödienstadel Erstausstrahlung 31. August 1969[3]
  - Rechtsanwalt Dr. Hans Stein: Fritz Straßner
  - Viktoria: Paula Braend
  - Jakob Singer: Max Strecker
  - Notar Fritz Holzwarth: Ulrich Beiger
  - Heiratsvermittler Johann Baptist Weber: Max Grießer
  - Gisela Werneck: Ruth Kappelsberger
  - Gabriele Warmbüchler: Christa Berndl
  - Hofbauer: Gustl Bayrhammer
  - Theres Mayer, Schwester von Hofbauer: Erni Singerl
  - Arthur Bornstedt: Achim Strietzel
  - Regie: Olf Fischer
  - Redaktion: Corbinia Lippl[4][5]

## Hörspiel
- Der Komödienstadel (Bayerischer Rundfunk) Erstausstrahlung 19. Juni 1976
- Titel: Witwen
  - Rechtsanwalt Dr. Hans Stein: Wilfried Klaus
  - Viktoria: Paula Braend
  - Jakob Singer: Max Strecker
  - Notar Fritz Holzwarth: Ulrich Beiger
  - Heiratsvermittler Johann Baptist Weber: Max Grießer
  - Gabriele Warmbüchler: Margot Mahler
  - Gisela Warneck: Katharina de Bruyn
  - Hofbauer: Toni Berger
  - Theres Mayer, Schwester von Hofbauer: Christiane Blumhoff
  - Arthur Bornstedt: Achim Strietzel
  - Regie: Olf Fischer
  - Komponist und Dirigent: Raimund Rosenberger
  - Ensemble: Die Daxlwanger Musikanten[6]